# Pseudocatharylla ugandica
Pseudocatharylla ugandica là một loài bướm đêm trong họ Crambidae.